# 塩田金次郎
塩田 金次郎（しおた きんじろう、1947年〈昭和22年〉11月13日 - ）は、日本の実業家。政治家。元福島県石川郡石川町長（2期）。元福島県議会議員（自由民主党、4期）。

## 来歴
福島県石川郡石川町出身。学校法人石川高等学校を経て、亜細亜大学法学部中退。1972年に24歳でテープレコーダーのヘッドを製造する有限会社塩田工業を石川町内で創業。その後、テープレコーダーやビデオデッキの本体の組み立てなどで事業を拡大し、1991年に会社を株式会社に組織変更した。
政治面では1987年に石川町議会議員に当選。石川町議を2期務めた。1995年、福島県議会議員選挙に石川郡選挙区から無所属で立候補し、初当選。1999年に自民党公認で立候補し、再選。2003年と2007年の県議選で連続当選。県議を4期務めた。
2018年の石川町長選挙に立候補し、現職を破って初当選。2022年の町長選挙でも元町長を破って再選した。

### 官製談合事件
2024年4月30日、官製談合防止法違反と公契約関係競売入札妨害の疑いで逮捕された。また、石川町の土木建設会社の元役員と元従業員が公契約関係競売入札妨害の疑いで逮捕された。2022年9月に石川町が発注した町道の改良工事の指名競争入札をめぐり、塩田は事前に公表されていない予定価格の情報を当該土木建設会社に漏らして落札させ、入札を妨害したとされる。
5月15日、代理人弁護士を通じて町議会議長に同日付の辞職願を提出した。17日に町議会が辞職に同意し、同日付で塩田の辞職が成立した。
同月21日、町発注の認定こども園の用地造成工事でもこの業者に予定価格を漏らしたとして、官製談合防止法違反と公競売入札妨害の疑いで再逮捕された。同日、1回目の逮捕容疑について官製談合防止法違反などの罪で起訴された。6月10日、業者に便宜を図った見返りにビールやお茶など約42万円相当の物品を受け取ったとして収賄の疑いで再逮捕された。同日、2回目の逮捕容疑について追起訴された。同月28日、収賄罪で追起訴された。
9月18日に初公判が福島地裁郡山支部で開かれ、塩田は罪状認否で「間違いございません」と起訴内容を認めた。検察側は懲役2年6月、追徴金約42万円を求刑し、即日結審した。11月18日、同支部は懲役2年6月、執行猶予5年、追徴金約42万円の判決を言い渡した。控訴期限までに控訴しなかったため、12月3日にこの判決が確定した。